# کریستینا زاخفاتوویچ
کریستینا زاخفاتوویچ (لهستانی: Krystyna Zachwatowicz؛ زادهٔ ۱۶ مهٔ ۱۹۳۰) هنرپیشه، استاد دانشگاه، طراح صحنه و لباس و کارگردان نمایش اهل لهستان است.  وی همسر آندری وایدا است و در سال ۱۹۹۹ برندهٔ نشان افتخار تولد لهستان شد.
از فیلم‌هایی که وی در آن نقش داشته‌است، می‌توان به مرد آهنین، دوشیزگان ویلکو، کورچاک، پان تادئوش و مرد مرمرین اشاره کرد.